# 大木建設
大木建設株式会社（おおきけんせつ）は、東京都江東区に本社をおく総合建設会社（ゼネコン）。民間建築が主体。2004年(平成16年)3月民事再生法の適用を申請。負債は約767億円（金融債務約558億円、保証債務約26億円を含む）。
芙蓉グループ等の支援を受け『神田大木建設』設立。旧会社を継承し、新『大木建設』として再生。

## 概要
- 支店等：本社、東京建築支店、東京土木支店、大阪支店、東北支店、札幌支店、九州支店、PCテクノセンター美野里
- 建設業者許可番号：国土交通大臣許可（特）第21142号
- 一級建築士事務所登録：東京都知事登録第50950号

## 沿革

### 旧・大木建設
- 1945年（昭和20年） 大木貞助が、「株式会社大木組」設立本社を宮城県柴田郡船岡町に置く
- 1948年（昭和23年） 「大木建設株式会社」に社名変更
- 1950年（昭和25年） 本社を宮城県仙台市に移転
- 1954年（昭和29年） 本社を東京都港区に移転
- 1963年（昭和38年） 東京証券取引所市場第2部に株式上場
- 1970年（昭和45年） 本社を東京都千代田区に移転
- 1992年（平成4年） 東京証券取引所市場第1部に指定変更
- 1993年（平成5年） 大阪証券取引所市場第1部に株式上場
- 2004年（平成16年） 民事再生手続申立・開始、東京証券取引所・大阪証券取引所上場廃止、再生計画認可決定確定
- 2005年（平成17年） 資本金全額減少、全株式無償消却、神田大木建設株式会社へ営業譲渡、解散、本社を東京都台東区に移転
- 2007年（平成19年） 民事再生手続終結

### 新・大木建設
- 2004年（平成16年） 「神田大木建設株式会社」創業、本社を東京都千代田区に置く
- 2005年（平成17年） 「大木建設株式会社」より営業譲受、「大木建設株式会社」に社名変更
- 2006年（平成18年） 本社を東京都中央区に移転
- 2010年（平成22年） 本社を東京都江東区に移転

## CI
CIは1991年4月に制定された。
飛翔するイメージ、未来へのはばたき

## 社是
プレゼンターOHKI